# Воркюм
Воркюм (нід. Workum) — місто в нідерландській провінції Фрисландія на узбережжі штучного прісного озера Ейсселмер. Входить до муніципалітету Південно-Західна Фрисландія. Його населення станом на 2017 рік складало 4435 осіб.

## Галерея

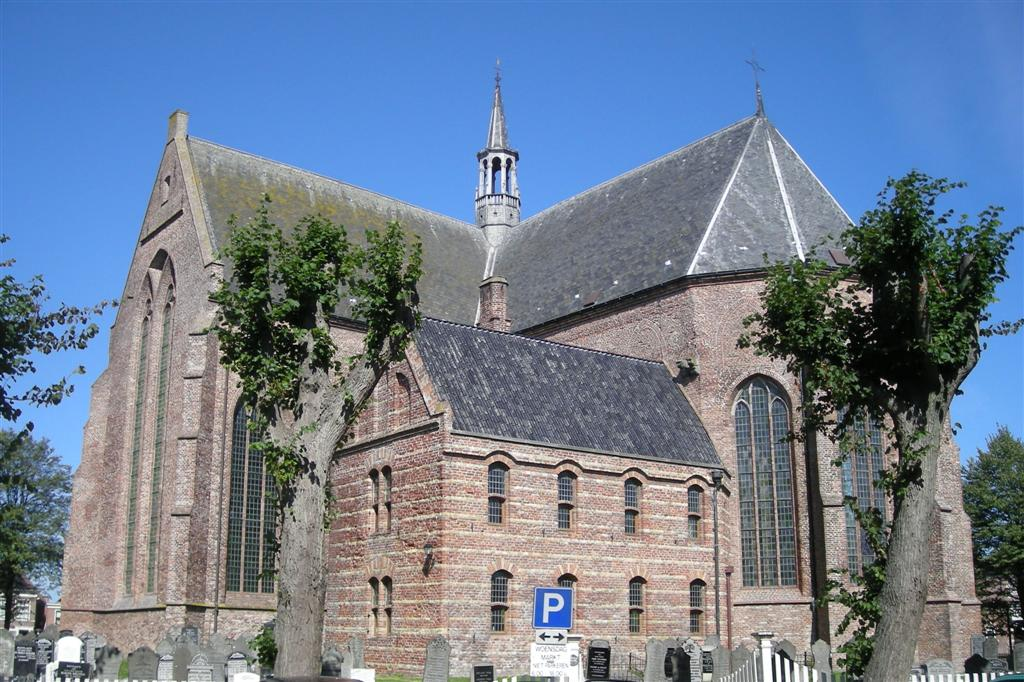
Церква Гертруди
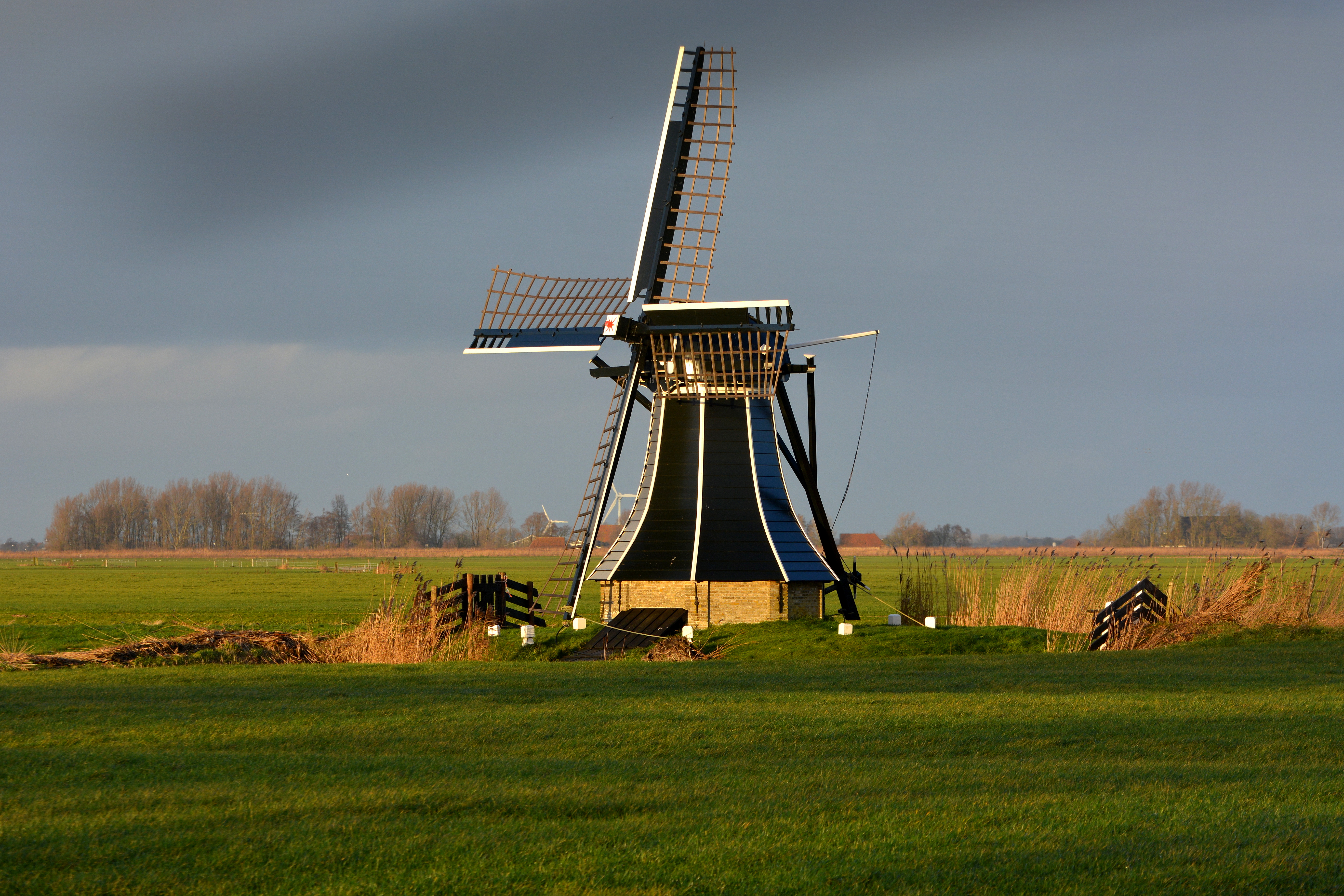
Вітряк Ybema
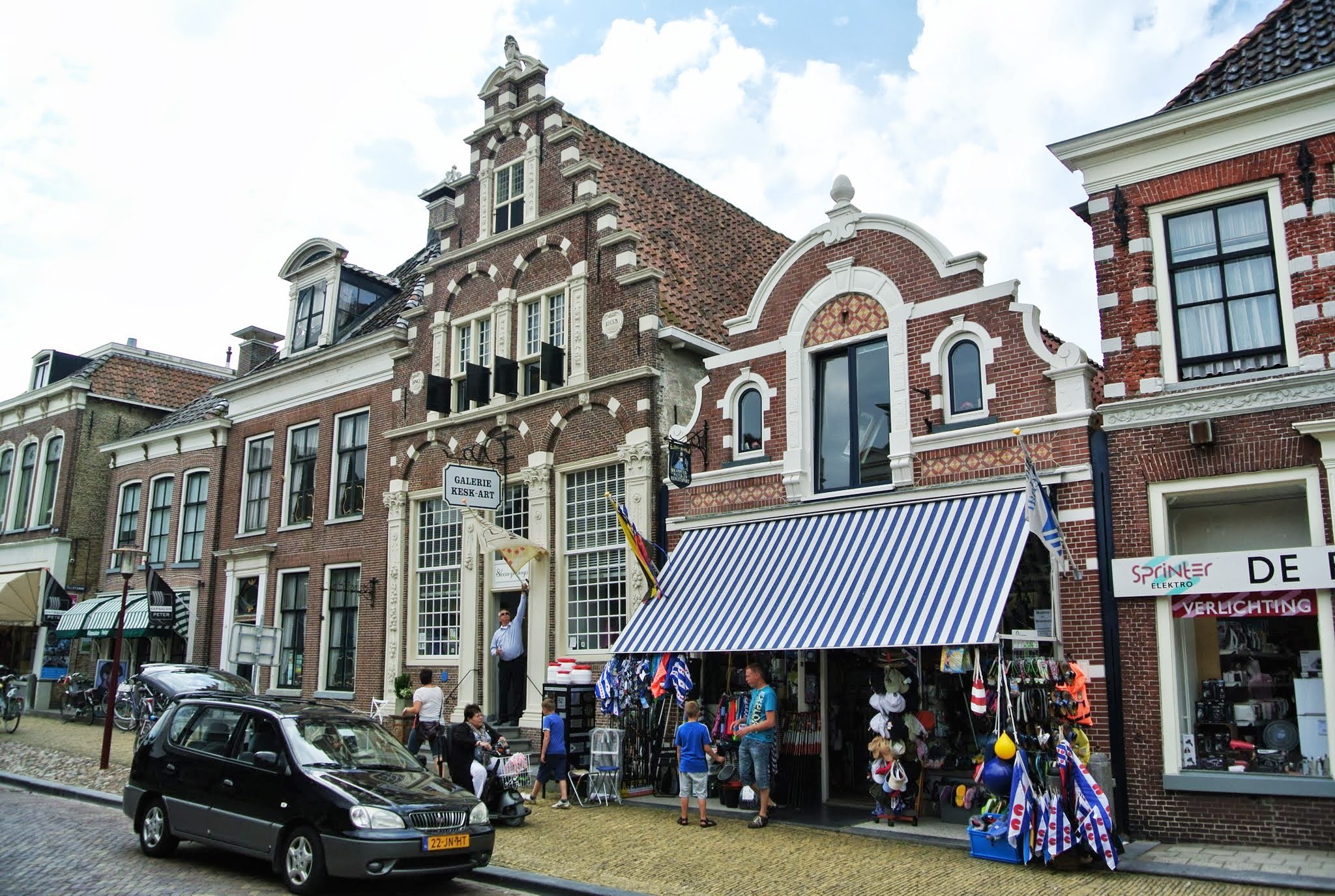
Центр міста
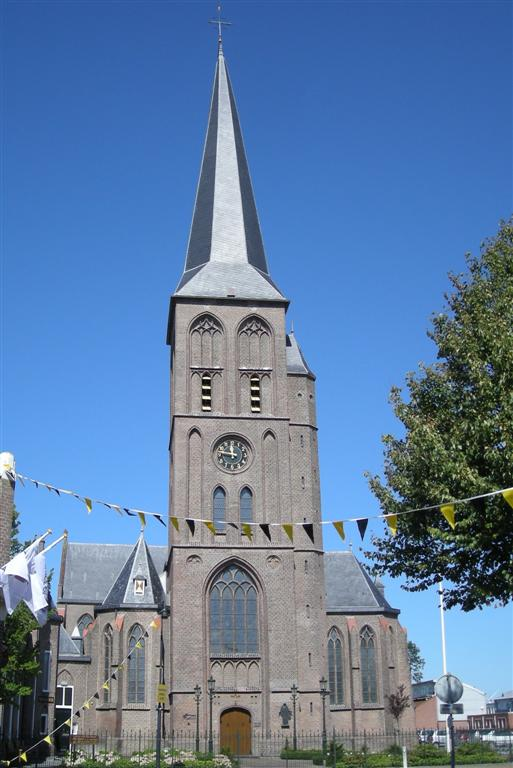
Церква Веренфрідус
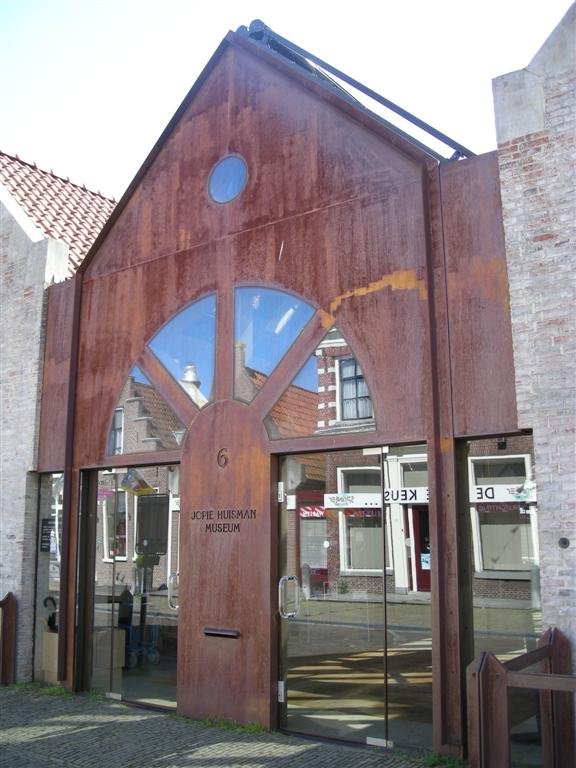
Музей Йопі Гейсмана